# ووتسکایا اوشیا
ووتسکایا اوشیا (انگلیسی: Votskaya Oshya) یک شهرک در شهرستان یانائولسکی استان باشقیرستان کشور روسیه است.